# Corindia verschureni
Corindia verschureni är en tvåvingeart som beskrevs av Grichanov 1998. Corindia verschureni ingår i släktet Corindia och familjen styltflugor. Inga underarter finns listade i Catalogue of Life.